# Sieć Informacji Miejskiej w Krakowie

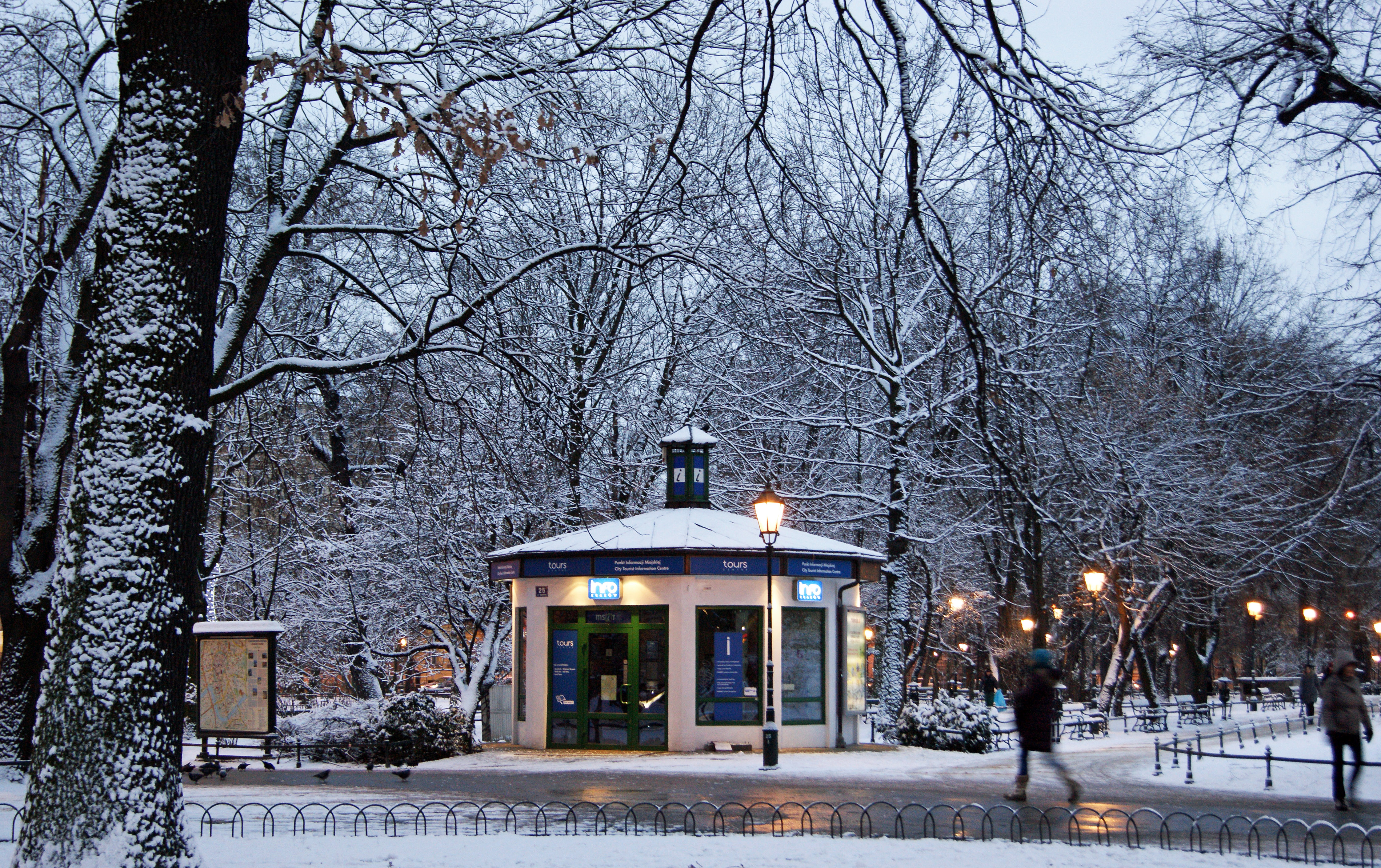
Punkt Informacji Miejskiej w Krakowie
Planty, ul. Szpitalna 25

Sieć Informacji Miejskiej – jeden z działów spółki miejskiej Kraków5020. Sieć składa się z ośmiu Punktów Informacji Miejskiej InfoKraków, rozmieszczonych w różnych lokalizacjach Krakowa. Punkty prowadzą różnego rodzaju usługi, zarówno dla turystów, jak i dla mieszkańców miasta. Oprócz kompleksowej informacji turystycznej i kulturalnej, Punkty oferują także materiały promocyjne dotyczące miasta i regionu, bezpłatne mapy, prowadzą sprzedaż biletów na koncerty i inne imprezy kulturalne, pośredniczą w sprzedaży usług przewodnickich i transportowych po mieście i regionie, sprzedają przewodniki i inne wydawnictwa tematyczne, prowadzą badania statystyczne ruchu turystycznego.

## Historia
Sieć powstała 1 czerwca 2004 roku w ramach struktury organizacyjnej Krakowskiego Biura Festiwalowego. Początkowo w jej skład wchodziły cztery Punkty Informacji Miejskiej przy ul. Szpitalnej 25, ul. św. Jana 2, ul. Józefa 7 i na os. Słonecznym 16. W 2005 roku zostały uruchomione dwie nowe lokalizacje: w Wieży Ratuszowej na Rynku Głównym i w Międzynarodowym Porcie Lotniczym w Balicach. W 2007 roku powstał kolejny, znajdujący się w Pawilon Wyspiańskiego, otworzonym podczas uroczystych obchodów 750-lecia lokacji miasta Krakowa. Ósmy punkt na terenie Sanktuarium Bożego Miłosierdzia w Łagiewnikach został otwarty w sierpniu 2010 roku.

## Nagrody i wyróżnienia
W latach 2005 i 2006 Punkty Sieci Informacji Miejskiej w Wieży Ratuszowej i przy ul. Szpitalnej 25 (na Plantach) otrzymały wyróżnienia w konkursie na najlepsze Centrum Informacji Turystycznej organizowanym przez Polską Organizację Turystyczną.